# Anaxipha vadschaggae
Anaxipha vadschaggae är en insektsart som först beskrevs av Sjöstedt 1909.  Anaxipha vadschaggae ingår i släktet Anaxipha och familjen syrsor. Inga underarter finns listade i Catalogue of Life.